# Sandra Bessudo
Sandra Bessudo Lion là nhà sinh vật học biển đến từ École pratique des hautes études (EPHE, một loại trường nghề) ở Paris. Bà có bằng Thạc sĩ Nghiên cứu Khoa học Sự Sống và Cuộc sống ở tỉnh lỵ Perpignan (Pháp). Bà là một thợ lặn chuyên nghiệp và bà tham gia vào các công tác bảo tồn đa dạng sinh học biển và bảo vệ môi trường.

## Tiểu sử
Sandra Bessudo Lion là cố vấn cao cấp về quản lý môi trường, đa dạng sinh học, tài nguyên nước và biến đổi khí hậu. Tháng 1 năm 2012, bà nắm quyền điều hành Cơ quan Hợp tác Quốc tế Colombia, một tổ chức chính phủ phụ trách quản lý, điều phối kỹ thuật và lãnh đạo hợp tác quốc tế và tư nhân.
Khi nắm quyền giám đốc Malpelo và các tổ chức hệ sinh thái biển khác, bà đã tham gia tích cực trong việc thành lập Khu bảo tồn động vật và thực vật đảo Malpelo, biến nó thành "Khu vực đặc biệt nhạy cảm", được Tổ chức Hàng hải Quốc tế (IMO) công nhận. Bà điều hành một số dự án nghiên cứu về cá mập bằng cách sử dụng sóng âm thanh và vệ tinh từ xa.
Bessudo làm việc trong đơn vị hành chính đặc biệt của Hệ thống Công viên Tự nhiên Quốc gia thuộc Bộ Môi trường.
Bessudo cũng từng là điều phối viên hội thảo Tái chế rác thải tại Colombia trong Năm Đại dương Quốc tế 1998. Bà còn là huấn luyện viên lặn trong Câu lạc bộ El Nogal và Giám đốc lặn ở Aviatur. Sandra Bessudo đã độc lập sản xuất hàng chục ấn phẩm, video và phim tài liệu chuyên ngành.
Trong số các giải thưởng của mình, Bessudo đã được trao tặng Huân chương Chiến công xuất sắc từ Tổng chỉ huy Hải quân thuộc Quân đội Quốc gia Colombia và Giải thưởng Nhận thức về Sinh quyển năm 2011 do các thị trưởng thành phố Cádiz, Tây Ban Nha và khu tự quản Mariquita, Tolima, Colombia cấp. Bà cũng đã nhận được Bằng khen Huân chương Môi trường "Thomas van der Hammen", được trao trong các cơ sở của Quốc hội Colombia và được trao bởi Hội đồng môi trường NGO.